# ハーロウ区
ハーロウ・ロンドン自治区（ハーロウ・ロンドンじちく、英: London Borough of Harrow、 発音）は、イングランドのロンドン北西部にあるロンドン自治区。1963年ロンドン政府法により設置された 。

## 地理
北ではハートフォードシャー州、西ではヒリンドン区、東ではバーネット区、南西ではイーリング区、南東ではブレント区と隣接する。

## 地区
- ベルモント (Belmont)
- キャノン・パーク / リトル・スタンモア (Canons Park / Little Stanmore)
- グリーンヒル (Greenhill)
- ハーロー (Harrow) - 区内中心街
- ハーロー・オン・ザ・ヒル (Harrow on the Hill)
- ハーロー・ウィールド (Harrow Weald)
- ハッチ・エンド (Hatch End)
- ケントン (Kenton) - 一部はブレント区に入る。
- ノース・ハーロー (North Harrow)
- ピナー (Pinner)
- クイーンズベリー (Queensbury) - 一部はブレント区に入る。
- レイナーズ・レーン (Rayners Lane)
- ロックスブン (Roxbourne)
- ロクセス (Roxeth)
- サウス・ハーロー (South Harrow)
- スタンモア (Stanmore)
- ウィールドストーン (Wealdstone)
- ウェスト・ハーロー (West Harrow)

## 教育
全寮制男子パブリック・スクールの名門ハーロー・スクール、インデペンデント・スクールの女子校 ノース・ロンドン・コレッジエイト・スクール (North London Collegiate School) などが区内にある。

## 関係者
出身者
- ロジャー・バニスター（陸上競技選手）
- エルトン・ジョン（ミュージシャン）

居住その他ゆかりある人物